# Wilhelm-Furtwängler-Garten
Der Wilhelm-Furtwängler-Garten ist eine kleine Gartenanlage zwischen der Alten Universität und der Kollegienkirche in der Linken Altstadt Salzburgs.

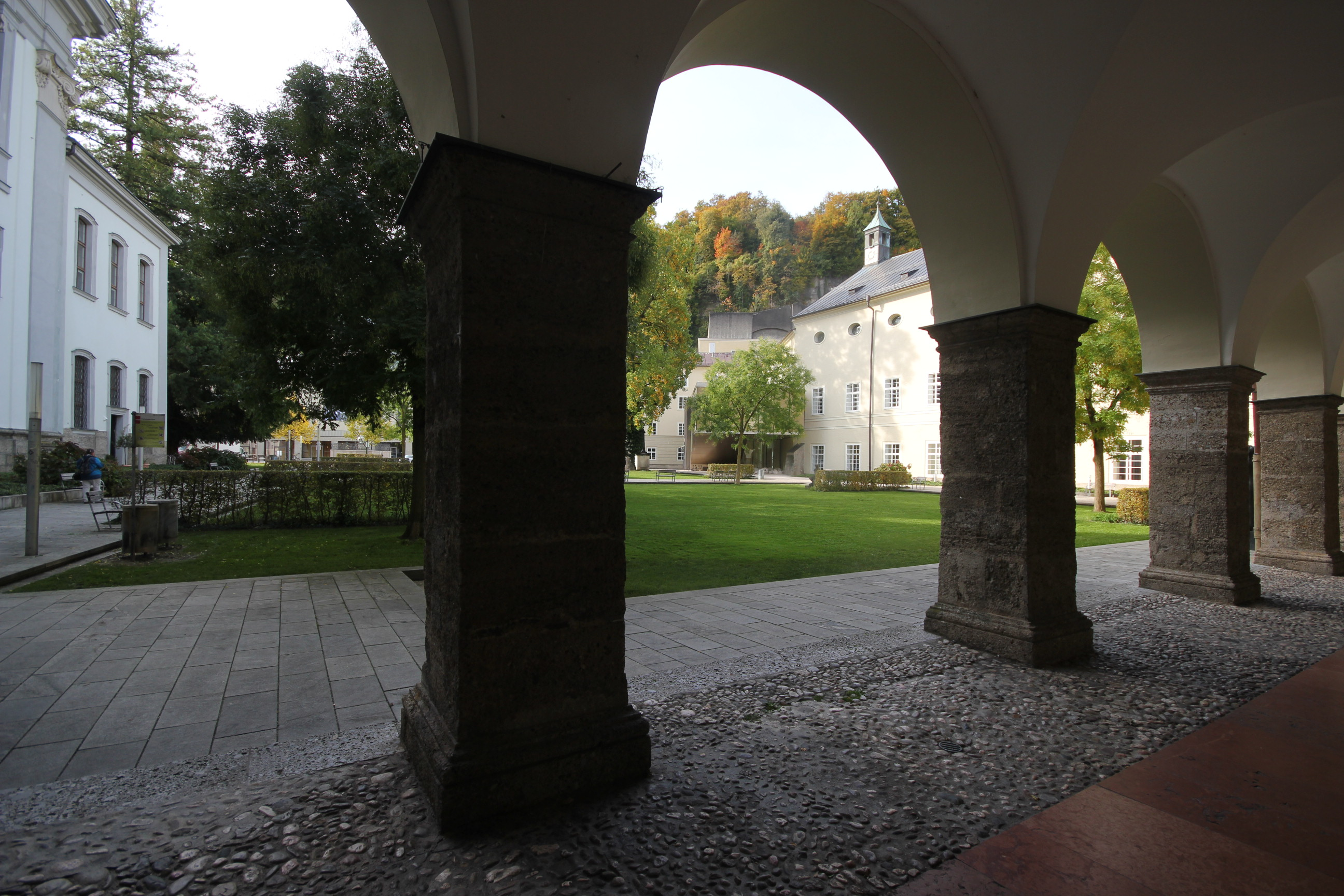
Wilhelm-Furtwängler-Garten

## Der mittelalterliche Frauengarten
Der heutige Furtwängler-Garten ist ein letzter Rest des ursprünglichen weitläufigen Klostergartens des eigenständigen Frauenklosters von St. Peter, der damals „Frauengarten“ oder „Frongarten“ hieß. Er erstreckte sich von der heutigen Franziskanerkirche bis zum Raum des Bürgerspitales. Nach der Aufhebung des Frauenklosters im Jahr 1583 diente der Garten dem Stift St. Peter als Obstgarten und als Egart-Acker. Für die Stadtbewohner stand er nur im Frühling für kurze Zeit offen und er wurde dann auch für Ball- und Kegelspiel genutzt. 1593 gelangte der Garten unter Fürsterzbischof Wolf Dietrich von Raitenau in das Eigentum des Erzbischofes. Nun diente er für Turniere, Ringelrennen und ähnliche Vergnügungen zu Pferde und auch zum Abrichten der Tiere. In diesem Areal wurde 1607 auch der Hof-Marstall, also der fürsterzbischöfliche Pferdestall errichtet.

## Der Garten des Universitäts-Collegiums
1617 wurde im Frauengarten ein Gymnasium für zuerst sechs Lehrer erbaut. 1620 erhob der römisch-deutsche Kaiser Ferdinand II. dieses Gymnasium zur Akademie und 1622 zur Universität. Diese Universität sollte 1962 als „Paris Lodron Universität Salzburg“ wiederbegründet werden. Nach 1620 wurde der Garten als frühbarocker Garten ausgestaltet. Im Süden befand sich ein Obstgarten, der vielleicht noch aus der Zeit des Frauengartens stammt. In den Jahren 1696 bis 1707 wurde im Nordosten des Collegiumsgartens durch Johann Bernhard Fischer von Erlach die Kollegienkirche erbaut.

## Der private Botanische Garten
1780 bis zu seinem Tod 1820 pachtete der bekannte Sammler und Händler exotischer Gewächse Franz Anton Ranftl den Collegiumsgarten und gab 1783 einen Pflanzenkatalog des neuen Gartens heraus. Die wärmeliebenden exotischen Gewächse wurden im Winter in Glashäuser übersiedelt. Die wissenschaftlichen Pflanzennamen waren hier auf Täfelchen von Interessierten gut lesbar. Danach wurde der Garten an reine Handelsgärtner verpachtet.

## Der k.k. Botanische Garten und der Garten bis 1950
1835 wurde für die medizinisch-chirurgische Lehranstalt eine Anlage zur Veranschaulichung des Aussehens und der Verarbeitung von Heilkräutern angelegt. Hier waren in der Zeit der Entdeckung der Alpenwelt aber auch Voralpen- und Alpengärten zu sehen und außerdem eine umfangreiche Darstellung der gesamten Flora des Landes. Fast 3.000 Arten (einschließlich Zuchtformen) wurden gezeigt. Trotz vieler Mühen konnte in den Jahren nach 1818 die Anlage aus finanziellen Gründen nicht mehr ausreichend gepflegt werden. Auch der Stadtverein Salzburg und der katholische Universitätsverein bemühten sich darauf um die Erhaltung. 1937 wurde der schon verwilderte Garten dann der Stadtgärtnerei übergeben. In den Jahren 1943 und 1944 wurde die Hälfte des Gartens als Zwischendeponie für das beim Luftschutzstollenbau anfallende Material verwendet.

## Der Wilhelm-Furtwängler-Garten
Der Tod des Dirigenten Wilhelm Furtwängler im November 1954 bot den Anlass, diesen Garten im Gedenken an den Dirigenten, der in den zwei Jahren davor auch künstlerischer Leiter der Salzburger Festspiele gewesen war, den Namen „Wilhelm-Furtwängler-Park“ zu geben. Mit dieser Würdigung sollte gleichzeitig auch die Einbindung dieses Grünraumes in den Festspielbezirk betont werden.  Dieser sehr kleine Park wurde wenig später in eine mehrfach erneuerte Gartenanlage umgestaltet und dabei auch deutlich verkleinert und darauf Wilhelm-Furtwängler-Garten genannt.
Drei Statuen zeitgenössischer Künstler wurden hier aufgestellt: Die Sitzende, von Fritz Wotruba (1944), die Liegende, von Emilio Grecos (1952) und die Skulptur Tanzschritt von Giacomo Manzù (1973). Seit 1942 steht im Garten eine Statue von Friedrich Schiller aus dem Baron-Schwarz-Park, die zum 137. Todestag des Dichters hierher übersiedelt wurde.
Mit dem Neubau der Naturwissenschaftlichen Fakultät in Freisaal wurde 1984 bis 1986 ein Botanischer Garten im Raum der Naturwissenschaftlichen Fakultät in Freisaal angelegt, wo die ausgestellten Pflanzen heute vorrangig in ihren Lebensräumen dargestellt sind. Auch ein Salzburger Apotheker-Kräutergarten findet sich erneut an diesem Standort.